# Salvato Cappelli
Salvato Cappelli (Milano, 1911 – Roma, 17 maggio 1983) è stato un giornalista, scrittore e drammaturgo italiano.

## Biografia
(Tullio Kezich, Corriere della Sera, 1 agosto 2002, p. 33)
Nel 1938 ha pubblicato Arrivo nell’ultima notte che ha ottenuto il riconoscimento della segnalazione al  Premio Viareggio. Nel 1943 era tra i redattori de "Il Lavoro Fascista", quotidiano delle Confederazioni sindacali fasciste dei lavoratori, rinominato dopo il 25 luglio 1943 "Il Lavoro Italiano". Nel dopoguerra ha continuato l’attività di giornalista: nel 1945 ha fondato e diretto "Crimen, documentario italiano di criminologia"; nel 1946 ha riaperto, dirigendolo, "Omnibus", settimanale di attualità politica e letteraria; nel 1948 ha fondato e diretto "Bis, settimanale di tutti gli spettacoli"; nel 1953 ha partecipato alla fondazione, dirigendolo, del settimanale fotografico Le Ore. Nel 1962, per pochi mesi, gli è stata affidata la direzione del quotidiano "Telesera". Negli anni 1974 e 1975 ha collaborato con il mensile “Il Dramma”.
Il debutto nella prosa è avvenuto nel 1957 con Il diavolo Peter, prodotto dal Piccolo Teatro della Città di Genova e interpretato con successo da Enrico Maria Salerno. Nella stagione 1967-68 ha diretto la compagnia del Teatro moderno per rappresentare al Teatro Sant’Erasmo di Milano testi italiani contemporanei (La ragazza di Stoccolma di Alfredo Leto, Morte di Flavia e delle sue bambole di Salvato Cappelli).
È stato presidente dell’Associazione lombarda dei giornalisti e nel 1981 è stato nominato insieme a Giovanni Guaita nel consiglio di amministrazione dell’ETI in rappresentanza degli autori drammatici.
Prima di morire, nel 1983, ha curato la pubblicazione di Cronache di cent'anni in occasione dell’anniversario della costituzione della SIAE.

## Teatro
- Il diavolo Peter, regia di Alessandro Fersen, Genova, Teatro Duse, 5 gennaio 1957.
- L’angelo grigio, atto unico, con Diana Torrieri, Milano, Teatro Gerolamo, 4 dicembre 1959.
- Incontro a Babele, regia di Enrico D'Alessandro, Milano, Teatro del Convegno, 29 dicembre 1962.
- L’ora vuota, regia di Alessandro Fersen, Roma, Teatro Valle, 20 aprile 1963.
- Duecentomila e uno, regia di Giorgio Strehler, Piccolo Teatro di Milano, 4 maggio 1966.
- Morte di Flavia e delle sue bambole, regia di Silverio Blasi, Milano, Teatro Sant’Erasmo, 6 gennaio 1968.
- Appuntamento con la signorina Celeste, regia di Silverio Blasi, Udine, Palazzo delle Mostre, 12 gennaio 1976.
- Cronache di un matrimonio di gruppo, regia di Nello Rossati, Bologna, 24 dicembre 1976.
- Il diavolo Peter, regia di Lamberto Puggelli, Roma, Teatro Valle, 8 gennaio 1980.
- Ti aspetto stanotte, regia di Virginio Puecher, Rovigo, Teatro Sociale, 19 febbraio 1983.

## Radio
- Incontro a Babele, regia di Enrico D'Alessandro, 18 luglio 1963.
- Duecentomila e uno, regia di Ernesto Cortese, 1 novembre 1966.

## Televisione
- Il diavolo Peter, regia di Raffaele Meloni, 26 luglio 1974.

## Opere

### Narrativa
- Arrivo nell’ultima notte, Milano, Corbaccio, 1938
- Cronaca e storia dei concili, Milano, Mondadori, 1963
- La cronaca di Dio, Milano, Mondadori, 1966
- L’amante matta: non ci fu gioco d'amore più grande. La storia e la cronaca di una delirante ebbrezza erotica documentata da segrete, autografe, inedite testimonianze di Gabriele d'Annunzio, Firenze, Nuova Vallecchi, 1979

### Teatro
- Il diavolo Peter, un racconto in tre parti, "Il Dramma", n. 245, febbraio 1957, pp. 13-34
- Il diavolo Peter, presentazione di Carlo Terron, note per la regia di Alessandro Fersen, Bologna, Cappelli Editore, 1958
- Incontro a Babele, due tempi, "Il Dramma", n. 319, aprile 1963, pp. 12-37
- Duecentomila e uno, racconto in due tempi, "Il Dramma", n. 358, luglio 1966, pp. 9-32
- Morte di Flavia e delle sue bambole, due tempi, "Il Dramma", n. 378-379, marzo-aprile 1968, pp. 13-30
- Appuntamento stanotte con la signora Celeste, commedia in due tempi, "Ridotto", n. 2, febbraio 1972, pp. 41-79
- Scala all'infinito, commedia in due tempi, "Ridotto", n. 1, gennaio 1974, p. 31-59
- Esame del comportamento in un matrimonio di gruppo (discorso sui totem e tabu), "Il Dramma", anno LI, marzo 1975, pp. 25-47

### Varia
- Luigi Conte, Libero Bigiaretti, Franco Mannino, Roberto Mazzucco, Giorgio Prosperi, Luciano Villevieille Bideri. Cronache di cent'anni, a cura di Salvato Cappelli, Roma, Società Italiana degli Autori ed Editori, 1983, 346 p.